# 沖縄ホンダ
沖縄ホンダ株式会社（おきなわホンダ）は、沖縄県浦添市に本社を置き、Honda Cars店・Honda Dreamを展開するホンダ系ディーラー。沖縄県全域を営業エリアとして管轄している。

## 概要
四輪車両の販売事業を主力として二輪車の販売事業、各種部品販売、各種整備、パワープロダクツ事業として芝刈り機・耕うん機・発電機などの販売を行っている。
四輪車事業は、Honda Cars 沖縄の屋号で県内10店舗運営。納車前点検整備（PDI）施設の運営もしている。
二輪車事業は、ディーラーとしてHonda Dream 沖縄豊崎、Honda Dream 沖縄北谷の2店舗展開し、卸販売については、沖縄県全域に加え鹿児島県奄美大島、徳之島、沖永良部島、与論島などの奄美群島地区も営業エリアとして管轄している。

## 沿革
- 1959年5月 - 沖縄ホンダモーター株式会社を設立。設立資本金30,000ドル
- 1991年4月 - 沖縄ホンダ株式会社へ社名変更　資本金8,235万円
- 2001年4月 - 本田技研工業株式会社の連結子会社になる。（持株比率64.8％）
- 2011年    - 本田技研工業株式会社が全株式を取得。
- 2019年5月 - 創立60周年。

## 店舗

### 四輪車ディーラー
Honda Cars沖縄
- 大平店 - 沖縄県浦添市仲間1-3-1
- 仲西店 - 沖縄県浦添市仲西3-16-1
- 牧港店 - 沖縄県浦添市字港川266
- 一日橋店 - 沖縄県那覇市字上間272-24
- 池原店 - 沖縄県沖縄市池原5-1-27
- 泡瀬店 - 沖縄県沖縄市比屋根6-36-12
- 北谷店 - 沖縄県中頭郡北谷町伊平2-10-7
- 豊崎店 - 沖縄県豊見城市字豊崎3-36
- 名護店 - 沖縄県名護市東江5-11-11
- 与那原店 - 沖縄県島尻郡与那原町上与那原369

### 二輪車ディーラー
Honda Dream
- Honda Dream 沖縄豊崎 - 沖縄県豊見城市豊崎3-36
- Honda Dream 沖縄北谷 - 沖縄県中頭郡北谷町美浜1-5-2

## 納車前点検整備（PDI）施設
- Honda Gloss沖縄 豊崎センター - 沖縄県豊見城市字豊崎3-36